# She Loves Me Not (canción)
«She Loves Me Not» es una canción interpretada por la banda estadounidense Papa Roach. Fue lanzada como el primer sencillo de su álbum Lovehatetragedy. La canción fue usada en la banda sonora del videojuego NHL 2003.

## Video musical
El video musical de la canción muestra a la banda tocando en un parque de atracciones abandonado. También se puede observar a varias personas vandalizando el parque y peleando entre ellos. El video fue dirigido por Dave Meyers.

## Lista de canciones
| UK CD Single |                                                                        |          |  |
| N.º          | Título                                                                 | Duración |  |
| 1.           | «She Loves Me Not» (Dirty Version)                                     | 3:33     |  |
| 2.           | «Naked in Front of the Computer»                                       | 2:13     |  |
| 3.           | «Blood Brothers» (Live at the Crest Theatre, Sacramento, January 2000) | 3:09     |  |

| Limited Edition Maxi CD |                                         |          |  |
| N.º                     | Título                                  | Duración |  |
| 1.                      | «She Loves Me Not»                      | 3:31     |  |
| 2.                      | «Life Is A Bullet» (Live Bbc 1 Version) | 4:11     |  |
| 3.                      | «Lovehatetragedy» (Live Bbc 1 Version)  | 3:12     |  |

| European CD Single |                                                                        |          |  |
| N.º                | Título                                                                 | Duración |  |
| 1.                 | «She Loves Me Not» (Album Version)                                     | 3:30     |  |
| 2.                 | «Naked in Front of the Computer»                                       | 2:12     |  |
| 3.                 | «Tightrope» (Rock Version)                                             | 3:34     |  |
| 4.                 | «Blood Brothers» (Live at the Crest Theatre, Sacramento, January 2000) | 3:09     |  |

| Japanese Promo CD |                                    |          |  |
| N.º               | Título                             | Duración |  |
| 1.                | «She Loves Me Not» (Radio Version) |          |  |
| 2.                | «M-80»                             |          |  |
| 3.                | «Time and Time Again»              |          |  |

## Listas de popularidad
| Lista (2002)                     | Posición más alta |
| -------------------------------- | ----------------- |
| Billboard Hot 100                | 76                |
| Billboard Mainstream Rock Tracks | 3                 |
| Billboard Modern Rock Tracks     | 5                 |
| Listas musicales de Alemania     | 47                |
| UK Singles Chart                 | 14                |